# Geokichla
Geokichla is een geslacht van vogels uit de familie van de lijsters (Turdidae). De wetenschappelijke naam is gepubliceerd in 1836 door Müller. Sinds versie 2.9 van de IOC World Bird List is dit geslacht afgesplitst van Zoothera. De soorten uit de lijst hieronder werden vroeger allemaal tot Zoothera gerekend.
Zoothera-soorten hebben een verspreiding in het Euraziatische en Australaziatische deel van de wereld. Geokichla-soorten komen daar ook voor en hebben tevens vertegenwoordigers in Afrika. De volgende soorten behoren tot dit geslacht:
- Geokichla camaronensis  –  Zwartoorlijster
- Geokichla cinerea  –  Mindoro-lijster
- Geokichla citrina  –  Damalijster
- Geokichla crossleyi  –  Crossleys lijster
- Geokichla dohertyi  –  Soembawalijster
- Geokichla dumasi  –  Molukse lijster
- Geokichla erythronota  –  Roodruglijster
- Geokichla gurneyi  –  Gurneys lijster
- Geokichla guttata  –  Natallijster
- Geokichla interpres  –  Kastanjekoplijster
- Geokichla joiceyi  –  Ceramlijster
- Geokichla leucolaema  –  Engganolijster
- Geokichla mendeni  –  Pelinglijster
- Geokichla oberlaenderi  –  Rwenzorilijster
- Geokichla peronii  –  Timorlijster
- Geokichla piaggiae  –  Ethiopische lijster
- Geokichla princei  –  Grijze lijster
- Geokichla schistacea  –  Tanimbarlijster
- Geokichla sibirica  –  Siberische lijster
- Geokichla spiloptera  –  Vlekvleugellijster
- Geokichla wardii  –  Eksterlijster